# Белогорьевский сельский совет (Ореховский район)
Белогорьевский сельский совет (укр. Білогір'ївська сільська рада) — входит в состав
Ореховского района
Запорожской области
Украины.
Административный центр сельского совета находится в 
с. Белогорье.

## История
- 1923 — дата образования.

## Населённые пункты совета
- с. Белогорье
- с. Луговское
- с. Новопокровка